# 青島健太
青島 健太（あおしま けんた、1958年（昭和33年）4月7日 - ）は、日本の政治家、元プロ野球選手。日本維新の会所属の参議院議員（1期）。元ヤクルトスワローズ内野手。野球解説者、スポーツライター、スポーツキャスター、鹿屋体育大学客員教授、流通経済大学客員教授、日本医療科学大学客員教授。日本クリケット協会理事。日本ペンクラブ会員。YouTuber。現在は東京都在住。

## 来歴

### 誕生 - ヤクルト入団まで
新潟県新潟市（現在の同市中央区）八千代にあった新潟鉄道病院で生まれる。日立製作所に勤務していた父親（2017年夏に86歳で死去）の仕事の関係で5歳まで新潟市（現在の西区）小針で過ごす。母親は同県西蒲原郡内野町（現在の新潟市西区内野山手）にある本間医院の院長の娘である。6歳の時に家族（両親と妹）で埼玉県草加市の草加松原団地へ転居した。
1965年、草加市立北谷小学校へ入学した。同校4年生の時に少年野球チーム「松原ヤンガース」へ入団した。1970年7月、草加市立花栗小学校へ転校した。同校在籍中に初代児童会長を務めた。1971年、草加市立栄中学校へ入学し野球部に入る。監督は理科の教師で、甲子園出場経験があった。
1974年、埼玉県立春日部高等学校へ入学した。同年の秋季埼玉県大会ではベスト8に終わった。その際、川越工に4対1で勝利した記事が埼玉新聞へ掲載された。1975年、秋季埼玉県大会で優勝し、秋季関東大会では神奈川県の保土ケ谷球場で栃木・小山高に敗れ準決勝で敗退しベスト4に終わった。1976年、第48回選抜高等学校野球大会補欠校に選ばれるも出場できなかった。同年、春季埼玉県大会ではベスト8に終わった。
1977年、慶應義塾大学法学部政治学科へ進学した。当初は国公立大学を受験して教員を目指す予定だったが、高校3年当時の担任が慶應出身で、進路相談の際にその魅力を沢山聞かされたり、関東大会に進んだ際に青島のプレーぶりを見た慶應野球部OBから誘われたりしたことから、同大学に進学した。さらに早稲田大学野球部のセレクションにも参加した。東京六大学リーグでは優勝に届かなかったが、主に三塁手としてチームの中軸を打ち、1979年秋季リーグ戦ではシーズン6本塁打（当時1位タイ）、22打点（現在もリーグ記録）を挙げて脚光を浴びる。リーグ通算74試合に出場し260打数79安打、10本塁打、52打点、打率.304を記録した。大学同期には玉川寿（日本石油）、千賀儀雄（東邦ガス）らがいた。
大学卒業後は、社会人野球の東芝へ進む。1981年から4年連続で都市対抗野球に出場した。1981年の大会ではルーキーながら7番打者として出場し決勝に進むが、電電東京に惜敗した。1982年の第27回アマチュア野球世界選手権日本代表に選出され、銀メダルを獲得した。1983年の都市対抗では4番打者を任され、エース黒紙義弘、池田親興らの好投もあって、決勝で新日鐵名古屋を破り優勝を飾った。同年の日本選手権は決勝で住友金属に敗れ準優勝にとどまるも、大会優秀選手（三塁手部門）の1人に選ばれた。
1984年のロサンゼルスオリンピックで日本代表メンバーに選ばれ地区予選には出場したが、松永怜一日本代表監督の方針で本選には出場できなかった。同年オフに、ドラフト外でヤクルトスワローズに入団した。その結果、新潟県出身の東京六大学野球経験者かつ大卒で初めてプロ入りを果たした。翌1985年に現在の茨城県つくば市で開催を控えていた国際科学技術博覧会の東芝館パビリオン担当を断ってまでの入団だった。

### ヤクルト在籍時代
1985年5月11日の対阪神戦（神宮）で、工藤一彦からプロ野球史上20人目、セ・リーグ8人目、ヤクルト初となる公式戦初打席初本塁打を放つ。同年は三塁手として9試合に先発出場を果たした。しかし木製バットへの順応が遅れた上、故障も相次ぐなどして一軍と二軍を行き来する日々が続いた。1987年には一軍に定着し自己最高の58試合に出場するが、打撃面では低迷。その後は出場機会がなく1989年を最後に現役引退。

### プロ引退後
1990年、オーストラリアビクトリア州ケラングで日本語教師を受け持つ。翌1991年に日本に帰国後はスポーツジャーナリストに転向。1992年ごろに『Number』（文藝春秋）に掲載された「プロ野球をめざす少年たちよ、和式トイレを使え」でスポーツライターとしてデビューした。
その後、執筆業の傍らTBSテレビ（2004年まで）・TBSラジオ・J SPORTSで野球解説者を務めたほか、スポーツニュースや早朝の情報番組の総合司会を務めた経験も持つ。また、スポーツ選手のトークショーやシンポジウムなどのMCを務めることも多い。
2005年、日本野球連盟に加盟した社会人野球・クラブチームであるウェルネス魚沼（新潟県魚沼市）の監督に就任（その後、総監督に就任）。オーストラリア出身の選手を主体とするチーム編成で注目を集めたものの、春の都市対抗野球県予選で敗退して豪選手は全員帰国し、チームは事実上解散。同年7月、チームの運営方針を巡る意見の相違から総監督を辞任した。
しかし、辞任直後の8月にセガサミーホールディングスが硬式野球部を立ち上げることが決まり、監督として白羽の矢が立った。同年発足したセガサミー硬式野球部の監督に就任。翌2006年から公式戦に参戦した。同年は都市対抗野球東京都2次予選の第1代表決定戦に進出したもののそこから5連敗を喫して「初参戦初出場」の偉業は達成できなかったが、翌2007年の第78回都市対抗野球大会には東京都第3代表で初出場を決めた。同年10月のJABA千葉市長杯争奪野球大会でセガサミー初タイトル獲得を置き土産に退任した。
2021年12月時点、ヤクルトOB会副会長も務めている。

#### 日大悪質タックル問題に関する発言
日本大学アメフト部悪質タックル問題に関する内田正人前監督、井上奨コーチの緊急会見の内容について、2018年5月24日放送の情報番組において、擁護する意図はないが、と前置きしたうえで、「少し光のようなもの、あるいは救いもあった」旨や、「彼ら（内田氏と井上コーチ）がスポーツマンの立ち位置でやってるということは疑わないで見て行きたい」と、他の出演者とは一線を画し、監督やコーチの回答や心情に一定の理解を示す発言をした。2か月後の7月5日、日大アメフト部新指導陣の選考委員会委員に日本大学より選出された。

### 政治活動

#### 埼玉県知事選出馬
2019年6月5日、自民党埼玉県連は、青島に同年8月25日投開票予定の埼玉県知事選挙への立候補を要請する方針を固めた。青島を党埼玉県連に提案したのは菅義偉官房長官と言われている。同年6月18日、記者会見で立候補を表明。同じく立候補を表明した元参議院議員の行田邦子が熱中症で入院し、公示日前日の8月7日、立候補断念を発表。構図が変わり接戦が報じられる中、行田は8月16日に青島支持を表明し、追い風になるかと思われたが、8月25日の投開票の結果、元参議院議員の大野元裕に敗れ落選。大野92万3482票に対し、青島86万6021票であった。自民党の甘利明選対委員長は、自民党支持層に浸透しきれなかったことや、上田清司前知事が大野を応援したことなどを敗因としてあげた。

#### 参議院選挙に当選
2022年4月25日、記者会見を開き、同年夏の第26回参議院議員通常選挙に日本維新の会公認候補として比例代表で立候補することを発表した。同年5月6日、埼玉県草加市に連絡事務所を開設した。7月10日の投開票の結果、初当選した。得票数は33,553票で、日本維新の会が獲得した8議席に対して党内8位・特定枠による当選者を除く全政党の比例当選者47名で最少となる。

## 旧統一教会との関係
2022年8月2日、日本維新の会国会議員団が発表した「世界平和統一家庭連合（旧統一教会）および関連団体との関わりについての調査」において、旧統一教会の集会を挨拶訪問し、意見交換を行ったことを公表した。青島は「埼玉県知事選の選挙関係者に誘いを受け訪問したところが統一教会の集会だった」と事実関係を認めている。

## 詳細情報

### 年度別打撃成績
| 年 度     | 球 団     | 試 合 | 打 席 | 打 数 | 得 点 | 安 打 | 二 塁 打 | 三 塁 打 | 本 塁 打 | 塁 打 | 打 点 | 盗 塁 | 盗 塁 死 | 犠 打 | 犠 飛 | 四 球 | 敬 遠 | 死 球 | 三 振 | 併 殺 打 | 打 率 | 出 塁 率 | 長 打 率 | O P S |
| --------- | --------- | ----- | ----- | ----- | ----- | ----- | -------- | -------- | -------- | ----- | ----- | ----- | -------- | ----- | ----- | ----- | ----- | ----- | ----- | -------- | ----- | -------- | -------- | ----- |
| 1985      | ヤクルト  | 24    | 44    | 40    | 6     | 9     | 3        | 0        | 1        | 15    | 1     | 0     | 0        | 0     | 0     | 3     | 0     | 1     | 13    | 0        | .225  | .295     | .375     | .670  |
| 1986      | ヤクルト  | 14    | 8     | 8     | 1     | 1     | 0        | 0        | 0        | 1     | 1     | 0     | 1        | 0     | 0     | 0     | 0     | 0     | 3     | 0        | .125  | .125     | .125     | .250  |
| 1987      | ヤクルト  | 58    | 39    | 34    | 6     | 5     | 0        | 0        | 1        | 8     | 3     | 0     | 0        | 0     | 0     | 5     | 2     | 0     | 12    | 1        | .147  | .256     | .235     | .492  |
| 通算：3年 | 通算：3年 | 96    | 91    | 82    | 13    | 15    | 3        | 0        | 2        | 24    | 5     | 0     | 1        | 0     | 0     | 8     | 2     | 1     | 28    | 1        | .183  | .264     | .293     | .556  |

### 記録
- 初出場：1985年5月11日、対阪神タイガース4回戦（明治神宮野球場）、6回裏に大川章の代打として出場
- 初打席・初安打・初本塁打・初打点：同上、6回裏に工藤一彦からソロ ※史上20人目の初打席初本塁打
- 初先発出場：1985年5月12日、対阪神タイガース5回戦（明治神宮野球場）、1番・三塁手として先発出場

### 背番号
- 4（1985年 - 1989年）

## 関連情報

### CM
- アサヒビール スーパードライ （1996年）
- メットライフ生命保険
- 武田薬品工業 ベンザブロック（2002年）
- 日経CNBC（2005年 - 2007年3月）

### 映画
- オイジョン(Oyijon)[40]　ヨウジ役　2001年 ウズベクフィルム製作
- ヒーローインタビュー (映画)（1994年）本作の主人公「轟仁太」のモデルとされている。

### 出演番組
テレビ
- 元祖ビートたけしのマラソン野球（ビートたけしのスポーツ大将の特番、テレビ朝日系列）
  - 1987年の大晦日に出演。パーティーグッズと思われる銀色のマスクを被ってプレー。ビートたけしから「素人の体つきじゃないが誰なんだ?」と言われ、共演していた当時同僚の若松勉も「普段はこんな事をする奴じゃないんですけど」と困惑していた。
- NHK BSスポーツニュース[注釈 10]キャスター（1993年4月から1996年3月まで）
- 笑っていいとも!（フジテレビ系）テレフォンショッキングゲスト出演
- 世界陸上1997アテネ現地キャスター（TBS系列）[41]
- めざましテレビ週末号（フジテレビ系）スポーツコーナー担当 1997年10月 - 1998年3月
- おはようクジラ（TBS系）-２代目総合司会　1998年4月から1年間担当。
- オールスター感謝祭'99 超豪華!クイズ決定版 この秋お待たせ特大号（TBS系）
  - 59問3:09.24で優勝した（前半終了時でも41問2:28.56でトップ）。なお、同番組にはこれまで8回出演している。
- JNNスポーツ&ニュース （TBS系）キャスター 1999年10月 - 2002年3月
- テレビ東京 ワールドカップサッカー日韓大会、アテネオリンピック キャスター
- ヒューマンバラエティ 日曜のマゼランマゼランファミリーの一員として出演 2004年4月4日 - 2005年3月27日
- フジテレビ感動ファクトリー・すぽると! レポーター（2004年度下半期 世界各地の野球事情をレポートするコーナーに出演）
- NHKハイビジョン特集「日本のいちばん長い夏」（2010年7月31日）- 外交官・岡本季正役として出演
- テレビ東京 BOAT RACEライブ 第25回賞金王決定戦 （2010年12月22日・23日）司会を担当
- J SPORTS ワイド（J SPORTS ESPN）
- 野球好きニュース（J SPORTS）
- ビートたけしのTVタックル（テレビ朝日系列）2016年5月8日、2021年3月14日出演。
- SG競艇LIVE（準優勝戦から司会担当となる事が多い）

ラジオ
- TBSラジオ エキサイトベースボール（2017年をもって終了。TBSラジオによる系列局受託制作分は2021年まで担当）
  - プロ野球ネットワーク
- RKBエキサイトホークス（2017年まではTBSラジオ制作の、2018・2019年はニッポン放送制作の裏送り分に出演。埼玉県知事選挙出馬以降は出演なし）
- 中村もときの通勤ラジオもときのホットライン月曜日担当 1999年4月5日 - 2010年9月27日
- ラジオマガジンEARLY BIRD（TBCラジオ） ウィークエンドラジオナビ第3週担当 2000年10月7日 - 2019年5月18日[注釈 11]
- 武内裕之That's On TimeThat's ヴィジョン月曜日担当 2010年10月4日 - 2014年3月24日
- TBSラジオ THE ROAD TO SUPER HERO パーソナリティ
- TBSラジオ スポーツBOMBER!
- TBSラジオ mix
- TBSラジオ  鈴木おさむ 考えるラジオ 2011年10月8日ゲスト出演

ポッドキャスト
- 青島健太のウィークエンドスポーツ（NIKKEI NETポッドキャスト）

ネット
- 情熱報道ライブ「ニューズ・オプエド®」（不定期出演、NOBORDER NEWS TOKYO）

## 所属団体・議員連盟
- 日中友好議員連盟（幹事）[42]

## 選挙歴
| 当落 | 選挙                     | 執行日         | 年齢 | 選挙区       | 政党         | 得票数     | 得票率 | 定数 | 得票順位 /候補者数 | 政党内比例順位 /政党当選者数 |
| ---- | ------------------------ | -------------- | ---- | ------------ | ------------ | ---------- | ------ | ---- | ------------------ | ---------------------------- |
| 落   | 2019年埼玉県知事選挙     | 2019年8月25日  | 61   | ーー         | 無所属       | 86万6021票 | 44.89% | 1    | 2/5                | /                            |
| 当   | 第26回参議院議員通常選挙 | 2022年07月10日 | 64   | 参議院比例区 | 日本維新の会 | 3万3553票  | 0.42%  | 50   | 8/26               | 8/8                          |